# Hamonville
Hamonville is een gemeente in het Franse departement Meurthe-et-Moselle in de regio Grand Est en maakt deel uit van het arrondissement Toul. De gemeente telde 97 inwoners op 1 januari 2022.

## Geschiedenis
Hamonville maakte deel uit van het kanton Domèvre-en-Haye tot het kanton op 22 maart 2015 werd opgeheven werden de gemeenten opgenomen in het kanton Nord-Toulois.

## Geografie
De oppervlakte van Hamonville bedraagt 6,66 vierkante kilometer; Op 1 januari 2022 was de bevolkingsdichtheid 14,6 inwoners per km².
De onderstaande kaart toont de ligging van Hamonville met de belangrijkste infrastructuur en aangrenzende gemeenten.

## Demografie
Onderstaande figuur toont het verloop van het inwonertal.
Andilly · Aingeray · Ansauville · Avrainville · Beaumont · Bernécourt · Bois-de-Haye · Boucq · Bouillonville · Bouvron · Bruley · Charey · Domèvre-en-Haye · Dommartin-la-Chaussée · Essey-et-Maizerais · Euvezin · Flirey · Fontenoy-sur-Moselle · Francheville · Gézoncourt · Gondreville · Griscourt · Grosrouvres · Hamonville · Jaillon · Jaulny · Lagney · Limey-Remenauville · Lironville · Liverdun · Lucey · Mamey · Mandres-aux-Quatre-Tours · Manoncourt-en-Woëvre · Manonville · Martincourt · Ménil-la-Tour · Minorville · Noviant-aux-Prés · Pannes · Rembercourt-sur-Mad · Rogéville · Rosières-en-Haye · Royaumeix · Saint-Baussant · Saizerais · Sanzey · Seicheprey · Thiaucourt-Regniéville · Tremblecourt · Trondes · Viéville-en-Haye · Vilcey-sur-Trey · Villers-en-Haye · Villey-Saint-Étienne · Xammes